# آرتاشس جالالیان
آرتاشس جالالیان (ارمنی: Արտաշես Սիմոնի Ջալալյան؛ زاده ۱۵ ژوئن ۱۹۱۳/۱۵ ژوئیهٔ ۱۹۱۳ - درگذشته ۵ مارس ۱۹۸۵) فیلمبردار اهل ارمنستان بود. وی بین سال‌های - تا - میلادی فعالیت می‌کرد.

## زندگی‌نامه
وی در ۱۵ ژوئن یا ۱۵ ژوئیهٔ ۱۹۱۳ در آلکساندراپول به دنیا آمد . وی همچنین برنده جوایزی همچون چهره هنری شایسته ارمنستان شوروی، جایزه دولتی ارمنستان شوروی، مدال به خاطر پیروزی مقابل آلمان در جنگ بزرگ میهنی (۱۹۴۵–۱۹۴۱) و نشان جنگ میهنی درجه یک شد. وی در ۵ مارس ۱۹۸۵ در سن سالگی در ایروان درگذشت.